# Mistrovství Evropy v basketbalu mužů 1997
30. mistrovství Evropy  v basketbalu proběhlo ve dnech 25. června – 6. července ve Španělsku.
Turnaje se zúčastnilo 16 týmů, rozdělených do čtyř čtyřčlenných skupin. První tři družstva postoupila do dvou osmifinálových skupin z nichž nejlepší čtyři družstva se kvalifikovala do Play off. Titul mistra Evropy získal tým Jugoslávie.

## Výsledky a tabulky

### Základní skupiny

#### Skupina A
|    |              | GRE   | RUS   | TUR   | BIH   | V | P | Skóre   | B |
| 1. | Řecko        | ***   | 74:72 | 74:52 | 78:76 | 3 | 0 | 226:200 | 6 |
| 2. | Rusko        | 72:74 | ***   | 87:56 | 65:55 | 2 | 1 | 224:185 | 5 |
| 3. | Turecko      | 52:74 | 56:87 | ***   | 70:62 | 1 | 2 | 178:223 | 4 |
| 4. | Bosna a Her. | 76:78 | 55:65 | 62:70 | ***   | 0 | 3 | 193:213 | 3 |

#### Skupina B
|    |           | LIT   | ISR   | FRA   | SLO   | V | P | Skóre   | B |
| 1. | Litva     | ***   | 75:60 | 94:88 | 76:67 | 3 | 0 | 245:215 | 6 |
| 2. | Izrael    | 60:75 | ***   | 88:82 | 69:68 | 2 | 1 | 217:231 | 5 |
| 3. | Francie   | 88:94 | 82:88 | ***   | 80:75 | 1 | 2 | 250:257 | 4 |
| 4. | Slovinsko | 67:76 | 68:69 | 75:80 | ***   | 0 | 3 | 210:225 | 3 |

#### Skupina C
|    |            | ITA   | YUG    | POL    | LAT    | V | P | Skóre   | B |
| 1. | Itálie     | ***   | 74:69  | 80:65  | 85:75  | 3 | 0 | 239:209 | 6 |
| 2. | Jugoslávie | 69:74 | ***    | 104:76 | 108:89 | 2 | 1 | 281:239 | 5 |
| 3. | Polsko     | 65:80 | 76:104 | ***    | 86:79  | 1 | 2 | 227:263 | 4 |
| 4. | Lotyšsko   | 75:85 | 89:108 | 79:86  | ***    | 0 | 3 | 243:279 | 3 |

#### Skupina D
|    |            | ESP   | CRO   | GER   | UKR   | V | P | Skóre   | B |
| 1. | Španělsko  | ***   | 78:71 | 67:59 | 82:54 | 3 | 0 | 227:184 | 6 |
| 2. | Chorvatsko | 71:78 | ***   | 75:55 | 88:95 | 1 | 2 | 234:228 | 4 |
| 3. | Německo    | 59:67 | 55:75 | ***   | 81:60 | 1 | 2 | 195:202 | 4 |
| 4. | Ukrajina   | 54:82 | 95:88 | 60:81 | ***   | 1 | 2 | 209:251 | 4 |

#### Osmifinále A
|    |         | GRE    | RUS    | LIT    | TUR    | ISR    | FRA    | V | P | Skóre   | B  |
| 1. | Řecko   | ***    | 74:72* | 73:66  | 74:52* | 85:82  | 80:71  | 6 | 0 | 464:359 | 12 |
| 2. | Rusko   | 72:74* | ***    | 93:64  | 87:56* | 87:69  | 93:80  | 5 | 1 | 497:398 | 11 |
| 3. | Litva   | 66:73  | 64:93  | ***    | 93:85  | 75:60* | 94:88* | 4 | 2 | 468:466 | 10 |
| 4. | Turecko | 52:74* | 56:87* | 85:93  | ***    | 81:71  | 82:71  | 3 | 3 | 426:458 | 9  |
| 5. | Izrael  | 82:85  | 69:87  | 60:75* | 71:81  | ***    | 88:82* | 2 | 4 | 439:478 | 8  |
| 6. | Francie | 71:80  | 80:93  | 88:94* | 71:82  | 82:88* | ***    | 1 | 5 | 472:512 | 7  |

- s hvězdičkou = zápasy ze základní skupiny.

#### Osmifinále B
|    |            | ITA    | YUG     | ESP    | POL     | CRO    | GER    | V | P | Skóre   | B  |
| 1. | Itálie     | ***    | 74:69*  | 63:60  | 80:65*  | 74:68  | 67:62  | 6 | 0 | 443:399 | 12 |
| 2. | Jugoslávie | 69:74* | ***     | 79:70  | 104:76* | 64:62  | 88:73  | 5 | 1 | 512:444 | 11 |
| 3. | Španělsko  | 60:63  | 70:79   | ***    | 104:61  | 78:71* | 67:59* | 4 | 2 | 461:387 | 10 |
| 4. | Polsko     | 65:80* | 76:104* | 61:104 | ***     | 77:76  | 86:76  | 3 | 3 | 451:519 | 9  |
| 5. | Chorvatsko | 68:74  | 62:64   | 71:78* | 76:77   | ***    | 75:55* | 1 | 5 | 440:443 | 7  |
| 6. | Německo    | 62:67  | 73:88   | 59:67* | 76:86   | 55:75* | ***    | 1 | 5 | 406:443 | 7  |

- s hvězdičkou = zápasy ze základní skupiny.

### Čtvrtfinále
| 4. července 1997 16:00 | Zpráva | Řecko                      | 72 – 62 | Polsko      |  | Palau Sant Jordi, Barcelona Počet diváků: 2 000 Rozhodčí: Carl Jungebrand (FIN), Danko Radić (CRO) |
| 4. července 1997 16:00 | Zpráva | Skóre po poločasech: 38:39 |         |             |  | Palau Sant Jordi, Barcelona Počet diváků: 2 000 Rozhodčí: Carl Jungebrand (FIN), Danko Radić (CRO) |
| 4. července 1997 16:00 | Zpráva | Koronios 18                | Body    | Tomczyk 16  |  | Palau Sant Jordi, Barcelona Počet diváků: 2 000 Rozhodčí: Carl Jungebrand (FIN), Danko Radić (CRO) |
| 4. července 1997 16:00 | Zpráva | Papanikolaou 8             | Dosk.   | Szybilski 7 |  | Palau Sant Jordi, Barcelona Počet diváků: 2 000 Rozhodčí: Carl Jungebrand (FIN), Danko Radić (CRO) |
| 4. července 1997 16:00 | Zpráva | Christodoulou, Koronios 3  | Asist.  | Zieliński 4 |  | Palau Sant Jordi, Barcelona Počet diváků: 2 000 Rozhodčí: Carl Jungebrand (FIN), Danko Radić (CRO) |

| 4. července 1997 18:00 | Zpráva | Litva                      | 60 – 75 | Jugoslávie   |  | Palau Sant Jordi, Barcelona Počet diváků: 8 000 Rozhodčí: Viliam Koller (SVK), Philippe Leemann (SUI) |
| 4. července 1997 18:00 | Zpráva | Skóre po poločasech: 27:31 |         |              |  | Palau Sant Jordi, Barcelona Počet diváků: 8 000 Rozhodčí: Viliam Koller (SVK), Philippe Leemann (SUI) |
| 4. července 1997 18:00 | Zpráva | Karnišovas 18              | Body    | Danilović 21 |  | Palau Sant Jordi, Barcelona Počet diváků: 8 000 Rozhodčí: Viliam Koller (SVK), Philippe Leemann (SUI) |
| 4. července 1997 18:00 | Zpráva | Einikis 5                  | Dosk.   | Topić 8      |  | Palau Sant Jordi, Barcelona Počet diváků: 8 000 Rozhodčí: Viliam Koller (SVK), Philippe Leemann (SUI) |
| 4. července 1997 18:00 | Zpráva | Adomaitis 4                | Asist.  | Lončar 4     |  | Palau Sant Jordi, Barcelona Počet diváků: 8 000 Rozhodčí: Viliam Koller (SVK), Philippe Leemann (SUI) |

| 4. července 1997 20:30 | Zpráva | Rusko                      | 70 – 67 | Španělsko |  | Palau Sant Jordi, Barcelona Počet diváků: 10 000 Rozhodčí: Iztok Rems (SLO), Nikolaos Pitsilkas (GRE) |
| 4. července 1997 20:30 | Zpráva | Skóre po poločasech: 29:37 |         |           |  | Palau Sant Jordi, Barcelona Počet diváků: 10 000 Rozhodčí: Iztok Rems (SLO), Nikolaos Pitsilkas (GRE) |
| 4. července 1997 20:30 | Zpráva | Fetisov 21                 | Body    | Orenga 17 |  | Palau Sant Jordi, Barcelona Počet diváků: 10 000 Rozhodčí: Iztok Rems (SLO), Nikolaos Pitsilkas (GRE) |
| 4. července 1997 20:30 | Zpráva | Fetisov 7                  | Dosk.   | Smith 7   |  | Palau Sant Jordi, Barcelona Počet diváků: 10 000 Rozhodčí: Iztok Rems (SLO), Nikolaos Pitsilkas (GRE) |
| 4. července 1997 20:30 | Zpráva | Babkov 4                   | Asist.  | Smith 3   |  | Palau Sant Jordi, Barcelona Počet diváků: 10 000 Rozhodčí: Iztok Rems (SLO), Nikolaos Pitsilkas (GRE) |

| 4. července 1997 22:30 | Zpráva | Turecko                    | 43 – 66 | Itálie       |  | Palau Sant Jordi, Barcelona Počet diváků: 5 500 Rozhodčí: Tomislav Jovančić (YUG), Bruno Gasperin (FRA) |
| 4. července 1997 22:30 | Zpráva | Skóre po poločasech: 20:28 |         |              |  | Palau Sant Jordi, Barcelona Počet diváků: 5 500 Rozhodčí: Tomislav Jovančić (YUG), Bruno Gasperin (FRA) |
| 4. července 1997 22:30 | Zpráva | Erdenay 12                 | Body    | Marconato 16 |  | Palau Sant Jordi, Barcelona Počet diváků: 5 500 Rozhodčí: Tomislav Jovančić (YUG), Bruno Gasperin (FRA) |
| 4. července 1997 22:30 | Zpráva | 3 hráči 2                  | Dosk.   | Marconato 12 |  | Palau Sant Jordi, Barcelona Počet diváků: 5 500 Rozhodčí: Tomislav Jovančić (YUG), Bruno Gasperin (FRA) |
| 4. července 1997 22:30 | Zpráva | Ene 2                      | Asist.  | Bonora 5     |  | Palau Sant Jordi, Barcelona Počet diváků: 5 500 Rozhodčí: Tomislav Jovančić (YUG), Bruno Gasperin (FRA) |

### Semifinále
| 5. července 1997 20:30 | Zpráva | Řecko                      | 80 – 88 | Jugoslávie  |  | Palau Sant Jordi, Barcelona Počet diváků: 8 000 Rozhodčí: Romualdas Brazauskas (LTU), Krzysztof Koralewski (POL) |
| 5. července 1997 20:30 | Zpráva | Skóre po poločasech: 39:43 |         |             |  | Palau Sant Jordi, Barcelona Počet diváků: 8 000 Rozhodčí: Romualdas Brazauskas (LTU), Krzysztof Koralewski (POL) |
| 5. července 1997 20:30 | Zpráva | Koronios 14                | Body    | Bodiroga 22 |  | Palau Sant Jordi, Barcelona Počet diváků: 8 000 Rozhodčí: Romualdas Brazauskas (LTU), Krzysztof Koralewski (POL) |
| 5. července 1997 20:30 | Zpráva | Papanikolaou 6             | Dosk.   | Tomašević 9 |  | Palau Sant Jordi, Barcelona Počet diváků: 8 000 Rozhodčí: Romualdas Brazauskas (LTU), Krzysztof Koralewski (POL) |
| 5. července 1997 20:30 | Zpráva | 4 hráči 1                  | Asist.  | Đorđević 6  |  | Palau Sant Jordi, Barcelona Počet diváků: 8 000 Rozhodčí: Romualdas Brazauskas (LTU), Krzysztof Koralewski (POL) |

| 5. července 1997 22:30 | Zpráva | Rusko                      | 65 – 67 | Itálie       |  | Palau Sant Jordi, Barcelona Počet diváků: 8 000 Rozhodčí: Danko Radić (CRO), Viliam Koller (SVK) |
| 5. července 1997 22:30 | Zpráva | Skóre po poločasech: 38:33 |         |              |  | Palau Sant Jordi, Barcelona Počet diváků: 8 000 Rozhodčí: Danko Radić (CRO), Viliam Koller (SVK) |
| 5. července 1997 22:30 | Zpráva | Panov 17                   | Body    | Myers 19     |  | Palau Sant Jordi, Barcelona Počet diváků: 8 000 Rozhodčí: Danko Radić (CRO), Viliam Koller (SVK) |
| 5. července 1997 22:30 | Zpráva | Michajlov 6                | Dosk.   | Marconato 10 |  | Palau Sant Jordi, Barcelona Počet diváků: 8 000 Rozhodčí: Danko Radić (CRO), Viliam Koller (SVK) |
| 5. července 1997 22:30 | Zpráva | 4 hráči 2                  | Asist.  | Bonora 6     |  | Palau Sant Jordi, Barcelona Počet diváků: 8 000 Rozhodčí: Danko Radić (CRO), Viliam Koller (SVK) |

### Finále
| 6. července 1997 21:30 | Zpráva | Jugoslávie  | 61 – 49 | Itálie             |  | Palau Sant Jordi, Barcelona Počet diváků: 10 500 Rozhodčí: Carl Jungebrand (FIN), Víctor Mas (ESP) |
| 6. července 1997 21:30 | Zpráva | Bodiroga 14 | Body    | Myers 17           |  | Palau Sant Jordi, Barcelona Počet diváků: 10 500 Rozhodčí: Carl Jungebrand (FIN), Víctor Mas (ESP) |
| 6. července 1997 21:30 | Zpráva | Danilović 5 | Dosk.   | Fučka, Marconato 6 |  | Palau Sant Jordi, Barcelona Počet diváků: 10 500 Rozhodčí: Carl Jungebrand (FIN), Víctor Mas (ESP) |
| 6. července 1997 21:30 | Zpráva | Đorđević 4  | Asist.  | Coldebella 2       |  | Palau Sant Jordi, Barcelona Počet diváků: 10 500 Rozhodčí: Carl Jungebrand (FIN), Víctor Mas (ESP) |

### O 3. místo
| 6. července 1997 19:15 | Zpráva | Řecko                      | 77 – 97 | Rusko        |  | Palau Sant Jordi, Barcelona Počet diváků: 5 000 Rozhodčí: Reuven Virovnik (ISR), Iztok Rems (SLO) |
| 6. července 1997 19:15 | Zpráva | Skóre po poločasech: 43:43 |         |              |  | Palau Sant Jordi, Barcelona Počet diváků: 5 000 Rozhodčí: Reuven Virovnik (ISR), Iztok Rems (SLO) |
| 6. července 1997 19:15 | Zpráva | Rentzias 28                | Body    | Michajlov 35 |  | Palau Sant Jordi, Barcelona Počet diváků: 5 000 Rozhodčí: Reuven Virovnik (ISR), Iztok Rems (SLO) |
| 6. července 1997 19:15 | Zpráva | Rentzias 5                 | Dosk.   | Michajlov 15 |  | Palau Sant Jordi, Barcelona Počet diváků: 5 000 Rozhodčí: Reuven Virovnik (ISR), Iztok Rems (SLO) |
| 6. července 1997 19:15 | Zpráva | Koronios 4                 | Asist.  | Michajlov 4  |  | Palau Sant Jordi, Barcelona Počet diváků: 5 000 Rozhodčí: Reuven Virovnik (ISR), Iztok Rems (SLO) |

### O 5. - 8. místo
| 5. července 1997 16:00 | Zpráva | Polsko                     | 55 – 76 | Litva                  |  | Palau Sant Jordi, Barcelona Počet diváků: 1 000 Rozhodčí: Reuven Virovnik (ISR), Nikolaos Pitsilkas (GRE) |
| 5. července 1997 16:00 | Zpráva | Skóre po poločasech: 25:41 |         |                        |  | Palau Sant Jordi, Barcelona Počet diváků: 1 000 Rozhodčí: Reuven Virovnik (ISR), Nikolaos Pitsilkas (GRE) |
| 5. července 1997 16:00 | Zpráva | Zieliński 15               | Body    | Einikis, Karnišovas 21 |  | Palau Sant Jordi, Barcelona Počet diváků: 1 000 Rozhodčí: Reuven Virovnik (ISR), Nikolaos Pitsilkas (GRE) |
| 5. července 1997 16:00 | Zpráva | Jankowski 7                | Dosk.   | Karnišovas 9           |  | Palau Sant Jordi, Barcelona Počet diváků: 1 000 Rozhodčí: Reuven Virovnik (ISR), Nikolaos Pitsilkas (GRE) |
| 5. července 1997 16:00 | Zpráva | Zieliński 2                | Asist.  | Lukminas 6             |  | Palau Sant Jordi, Barcelona Počet diváků: 1 000 Rozhodčí: Reuven Virovnik (ISR), Nikolaos Pitsilkas (GRE) |

| 5. července 1997 18:00 | Zpráva | Španělsko                  | 86 – 81 | Turecko    |  | Palau Sant Jordi, Barcelona Počet diváků: 5 000 Rozhodčí: Gennaro Colucci (ITA), Peter Klingbiel (GER) |
| 5. července 1997 18:00 | Zpráva | Skóre po poločasech: 49:36 |         |            |  | Palau Sant Jordi, Barcelona Počet diváků: 5 000 Rozhodčí: Gennaro Colucci (ITA), Peter Klingbiel (GER) |
| 5. července 1997 18:00 | Zpráva | Herreros 18                | Body    | Kutluay 23 |  | Palau Sant Jordi, Barcelona Počet diváků: 5 000 Rozhodčí: Gennaro Colucci (ITA), Peter Klingbiel (GER) |
| 5. července 1997 18:00 | Zpráva | Martínez 9                 | Dosk.   | Türkcan 6  |  | Palau Sant Jordi, Barcelona Počet diváků: 5 000 Rozhodčí: Gennaro Colucci (ITA), Peter Klingbiel (GER) |
| 5. července 1997 18:00 | Zpráva | Jofresa 8                  | Asist.  | 3 hráči 2  |  | Palau Sant Jordi, Barcelona Počet diváků: 5 000 Rozhodčí: Gennaro Colucci (ITA), Peter Klingbiel (GER) |

### O 5. místo
| 6. července 1997 13:00 | Zpráva | Litva                      | 93 – 94 | Španělsko   |  | Palau Sant Jordi, Barcelona Počet diváků: 4 000 Rozhodčí: Tomislav Jovančić (YUG), Philippe Leemann (SUI) |
| 6. července 1997 13:00 | Zpráva | Skóre po poločasech: 44:40 |         |             |  | Palau Sant Jordi, Barcelona Počet diváků: 4 000 Rozhodčí: Tomislav Jovančić (YUG), Philippe Leemann (SUI) |
| 6. července 1997 13:00 | Zpráva | Karnišovas 32              | Body    | Herreros 20 |  | Palau Sant Jordi, Barcelona Počet diváků: 4 000 Rozhodčí: Tomislav Jovančić (YUG), Philippe Leemann (SUI) |
| 6. července 1997 13:00 | Zpráva | Žukauska 11                | Dosk.   | Martínez 6  |  | Palau Sant Jordi, Barcelona Počet diváků: 4 000 Rozhodčí: Tomislav Jovančić (YUG), Philippe Leemann (SUI) |
| 6. července 1997 13:00 | Zpráva | Jasikevičius 6             | Asist.  | Herreros 4  |  | Palau Sant Jordi, Barcelona Počet diváků: 4 000 Rozhodčí: Tomislav Jovančić (YUG), Philippe Leemann (SUI) |

### O 7. místo
| 6. července 1997 11:00 | Zpráva | Polsko                                          | 89 – 87 | Turecko    | prodl. | Palau Sant Jordi, Barcelona Počet diváků: 1 000 Rozhodčí: Bruno Gasperin (FRA), Kamen Tošev (BUL) |
| 6. července 1997 11:00 | Zpráva | Skóre po poločasech: 43:34, 77:77 Prodl.: 12:10 |         |            | prodl. | Palau Sant Jordi, Barcelona Počet diváků: 1 000 Rozhodčí: Bruno Gasperin (FRA), Kamen Tošev (BUL) |
| 6. července 1997 11:00 | Zpráva | Zieliński 17                                    | Body    | Kutluay 29 | prodl. | Palau Sant Jordi, Barcelona Počet diváků: 1 000 Rozhodčí: Bruno Gasperin (FRA), Kamen Tošev (BUL) |
| 6. července 1997 11:00 | Zpráva | Szybilski 5                                     | Dosk.   | Türkcan 15 | prodl. | Palau Sant Jordi, Barcelona Počet diváků: 1 000 Rozhodčí: Bruno Gasperin (FRA), Kamen Tošev (BUL) |
| 6. července 1997 11:00 | Zpráva | Bacik 7                                         | Asist.  | 6 hráčů 2  | prodl. | Palau Sant Jordi, Barcelona Počet diváků: 1 000 Rozhodčí: Bruno Gasperin (FRA), Kamen Tošev (BUL) |

### O 9. - 12. místo
| 4. července 1997 10:00 | Zpráva | Izrael                     | 84 – 75 | Německo           |  | Palau Sant Jordi, Barcelona Počet diváků: 1 500 Rozhodčí: Gennaro Colucci (ITA), Alexandr Gorškov (RUS) |
| 4. července 1997 10:00 | Zpráva | Skóre po poločasech: 39:41 |         |                   |  | Palau Sant Jordi, Barcelona Počet diváků: 1 500 Rozhodčí: Gennaro Colucci (ITA), Alexandr Gorškov (RUS) |
| 4. července 1997 10:00 | Zpráva | Kattash 25                 | Body    | Rödl, Wucherer 18 |  | Palau Sant Jordi, Barcelona Počet diváků: 1 500 Rozhodčí: Gennaro Colucci (ITA), Alexandr Gorškov (RUS) |
| 4. července 1997 10:00 | Zpráva | Kattash 7                  | Dosk.   | Femerling 9       |  | Palau Sant Jordi, Barcelona Počet diváků: 1 500 Rozhodčí: Gennaro Colucci (ITA), Alexandr Gorškov (RUS) |
| 4. července 1997 10:00 | Zpráva | Kattash 5                  | Asist.  | Harnisch 4        |  | Palau Sant Jordi, Barcelona Počet diváků: 1 500 Rozhodčí: Gennaro Colucci (ITA), Alexandr Gorškov (RUS) |

| 4. července 1997 12:00 | Zpráva | Francie                    | 84 – 79 | Chorvatsko           |  | Palau Sant Jordi, Barcelona Počet diváků: 2 000 Rozhodčí: Víctor Mas (ESP), Kamen Tošev (BUL) |
| 4. července 1997 12:00 | Zpráva | Skóre po poločasech: 40:37 |         |                      |  | Palau Sant Jordi, Barcelona Počet diváků: 2 000 Rozhodčí: Víctor Mas (ESP), Kamen Tošev (BUL) |
| 4. července 1997 12:00 | Zpráva | Gadou 27                   | Body    | Rimac 19             |  | Palau Sant Jordi, Barcelona Počet diváků: 2 000 Rozhodčí: Víctor Mas (ESP), Kamen Tošev (BUL) |
| 4. července 1997 12:00 | Zpráva | Gadou 4                    | Dosk.   | Kelečević, Prkačin 5 |  | Palau Sant Jordi, Barcelona Počet diváků: 2 000 Rozhodčí: Víctor Mas (ESP), Kamen Tošev (BUL) |
| 4. července 1997 12:00 | Zpráva | Sciarra 5                  | Asist.  | Mulaomerović 5       |  | Palau Sant Jordi, Barcelona Počet diváků: 2 000 Rozhodčí: Víctor Mas (ESP), Kamen Tošev (BUL) |

### O 9. místo
| 5. července 1997 12:00 | Zpráva | Izrael                     | 91 – 84 | Francie     |  | Palau Sant Jordi, Barcelona Počet diváků: 3 000 Rozhodčí: Iztok Rems (SLO), Agnis Perkons (LAT) |
| 5. července 1997 12:00 | Zpráva | Skóre po poločasech: 43:48 |         |             |  | Palau Sant Jordi, Barcelona Počet diváků: 3 000 Rozhodčí: Iztok Rems (SLO), Agnis Perkons (LAT) |
| 5. července 1997 12:00 | Zpráva | Kattash 27                 | Body    | Risacher 23 |  | Palau Sant Jordi, Barcelona Počet diváků: 3 000 Rozhodčí: Iztok Rems (SLO), Agnis Perkons (LAT) |
| 5. července 1997 12:00 | Zpráva | Steinhauer 12              | Dosk.   | Dubos 7     |  | Palau Sant Jordi, Barcelona Počet diváků: 3 000 Rozhodčí: Iztok Rems (SLO), Agnis Perkons (LAT) |
| 5. července 1997 12:00 | Zpráva | Kattash, Steinhauer 4      | Asist.  | 3 hráči 3   |  | Palau Sant Jordi, Barcelona Počet diváků: 3 000 Rozhodčí: Iztok Rems (SLO), Agnis Perkons (LAT) |

### O 11. místo
| 5. července 1997 10:00 | Zpráva | Německo                    | 89 – 81 | Chorvatsko      |  | Palau Sant Jordi, Barcelona Počet diváků: 1 000 Rozhodčí: Philippe Leemann (SUI), Recep Ankaralı (TUR) |
| 5. července 1997 10:00 | Zpráva | Skóre po poločasech: 43:34 |         |                 |  | Palau Sant Jordi, Barcelona Počet diváků: 1 000 Rozhodčí: Philippe Leemann (SUI), Recep Ankaralı (TUR) |
| 5. července 1997 10:00 | Zpráva | Wucherer 21                | Body    | Mulaomerović 27 |  | Palau Sant Jordi, Barcelona Počet diváků: 1 000 Rozhodčí: Philippe Leemann (SUI), Recep Ankaralı (TUR) |
| 5. července 1997 10:00 | Zpráva | Femerling 6                | Dosk.   | Pejčinović 10   |  | Palau Sant Jordi, Barcelona Počet diváků: 1 000 Rozhodčí: Philippe Leemann (SUI), Recep Ankaralı (TUR) |
| 5. července 1997 10:00 | Zpráva | 3 hráči 4                  | Asist.  | Mulaomerović 11 |  | Palau Sant Jordi, Barcelona Počet diváků: 1 000 Rozhodčí: Philippe Leemann (SUI), Recep Ankaralı (TUR) |

### O 13. - 16. místo
| 29. června 1997 10:00 | Zpráva | Bosna a Her.               | 61 – 73 | Slovinsko     |  | Palau Municipal d'Esports de Badalona, Badalona Počet diváků: 1 000 Rozhodčí: Bruno Gasperin (FRA), Alexandr Gorškov (RUS) |
| 29. června 1997 10:00 | Zpráva | Skóre po poločasech: 21:46 |         |               |  | Palau Municipal d'Esports de Badalona, Badalona Počet diváků: 1 000 Rozhodčí: Bruno Gasperin (FRA), Alexandr Gorškov (RUS) |
| 29. června 1997 10:00 | Zpráva | Firić 12                   | Body    | Nesterovič 20 |  | Palau Municipal d'Esports de Badalona, Badalona Počet diváků: 1 000 Rozhodčí: Bruno Gasperin (FRA), Alexandr Gorškov (RUS) |
| 29. června 1997 10:00 | Zpráva | Alihodžić 4                | Dosk.   | Nesterovič 8  |  | Palau Municipal d'Esports de Badalona, Badalona Počet diváků: 1 000 Rozhodčí: Bruno Gasperin (FRA), Alexandr Gorškov (RUS) |
| 29. června 1997 10:00 | Zpráva | Bećiragić 4                | Asist.  | Zdovc 4       |  | Palau Municipal d'Esports de Badalona, Badalona Počet diváků: 1 000 Rozhodčí: Bruno Gasperin (FRA), Alexandr Gorškov (RUS) |

| 29. června 1997 12:00 | Zpráva | Lotyšsko                   | 76 – 84 | Ukrajina      |  | Palau Municipal d'Esports de Badalona, Badalona Počet diváků: 1 500 Rozhodčí: Philippe Leemann (SUI), Kamen Tošev (BUL) |
| 29. června 1997 12:00 | Zpráva | Skóre po poločasech: 42:35 |         |               |  | Palau Municipal d'Esports de Badalona, Badalona Počet diváků: 1 500 Rozhodčí: Philippe Leemann (SUI), Kamen Tošev (BUL) |
| 29. června 1997 12:00 | Zpráva | Jansons 17                 | Body    | Lochmančuk 21 |  | Palau Municipal d'Esports de Badalona, Badalona Počet diváků: 1 500 Rozhodčí: Philippe Leemann (SUI), Kamen Tošev (BUL) |
| 29. června 1997 12:00 | Zpráva | Jansons 8                  | Dosk.   | Lochmančuk 21 |  | Palau Municipal d'Esports de Badalona, Badalona Počet diváků: 1 500 Rozhodčí: Philippe Leemann (SUI), Kamen Tošev (BUL) |
| 29. června 1997 12:00 | Zpráva | Miglinieks, Šneps 3        | Asist.  | Bazelevskyj 2 |  | Palau Municipal d'Esports de Badalona, Badalona Počet diváků: 1 500 Rozhodčí: Philippe Leemann (SUI), Kamen Tošev (BUL) |

### O 13. místo
| 30. června 1997 12:00 | Zpráva | Slovinsko                  | 75 – 80 | Ukrajina   |  | Palau Municipal d'Esports de Badalona, Badalona Počet diváků: 1 000 Rozhodčí: Carl Jungebrand (FIN), Recep Ankaralı (TUR) |
| 30. června 1997 12:00 | Zpráva | Skóre po poločasech: 46:45 |         |            |  | Palau Municipal d'Esports de Badalona, Badalona Počet diváků: 1 000 Rozhodčí: Carl Jungebrand (FIN), Recep Ankaralı (TUR) |
| 30. června 1997 12:00 | Zpráva | Milič 16                   | Body    | Okunsky 18 |  | Palau Municipal d'Esports de Badalona, Badalona Počet diváků: 1 000 Rozhodčí: Carl Jungebrand (FIN), Recep Ankaralı (TUR) |
| 30. června 1997 12:00 | Zpráva | Jurković 5                 | Dosk.   | Okunsky 7  |  | Palau Municipal d'Esports de Badalona, Badalona Počet diváků: 1 000 Rozhodčí: Carl Jungebrand (FIN), Recep Ankaralı (TUR) |
| 30. června 1997 12:00 | Zpráva | 3 hráči 2                  | Asist.  | Pudzyrej 5 |  | Palau Municipal d'Esports de Badalona, Badalona Počet diváků: 1 000 Rozhodčí: Carl Jungebrand (FIN), Recep Ankaralı (TUR) |

### O 15. místo
| 30. června 1997 10:00 | Zpráva | Bosna a Her.               | 96 – 94 | Lotyšsko      |  | Palau Municipal d'Esports de Badalona, Badalona Počet diváků: 1 000 Rozhodčí: Reuven Virovnik (ISR), Viliam Koller (SVK) |
| 30. června 1997 10:00 | Zpráva | Skóre po poločasech: 32:52 |         |               |  | Palau Municipal d'Esports de Badalona, Badalona Počet diváků: 1 000 Rozhodčí: Reuven Virovnik (ISR), Viliam Koller (SVK) |
| 30. června 1997 10:00 | Zpráva | Marković 44                | Body    | Bagatskis 33  |  | Palau Municipal d'Esports de Badalona, Badalona Počet diváků: 1 000 Rozhodčí: Reuven Virovnik (ISR), Viliam Koller (SVK) |
| 30. června 1997 10:00 | Zpráva | Alihodžić 8                | Dosk.   | Bagatskis 6   |  | Palau Municipal d'Esports de Badalona, Badalona Počet diváků: 1 000 Rozhodčí: Reuven Virovnik (ISR), Viliam Koller (SVK) |
| 30. června 1997 10:00 | Zpráva | Alihodžić 3                | Asist.  | Miglinieks 10 |  | Palau Municipal d'Esports de Badalona, Badalona Počet diváků: 1 000 Rozhodčí: Reuven Virovnik (ISR), Viliam Koller (SVK) |

## Soupisky
1.  Jugoslávie 
| - Dejan Bodiroga - Predrag Danilović - Saša Obradović | - Nikola Lončar - Miroslav Radošević - Miroslav Berić | - Aleksandar Đorđević - Željko Rebrača - Nikola Bulatović | - Zoran Savić - Dejan Tomašević - Milenko Topić |

- Trenér: Željko Obradović

2.  Itálie 
| - Claudio Coldebella - Davide Bonora - Gregor Fučka | - Riccardo Pittis - Denis Marconato - Giacomo Galanda | - Carlton Myers - Paolo Moretti - Alessandro Abbio | - Alessandro Frosini - Flavio Carera - Dan Gay |

- Trenér: Ettore Messina

3.  Rusko 
| - Vasilij Karasjov - Igor Kudelin - Igor Kurašov | - Jevgenij Kisurin - Jevgenij Pašutin - Dmitrij Šakulin | - Sergej Babkov - Michail Michajlov - Zachar Pašutin | - Andrej Fetisov - Sergej Panov - Vitalij Nosov |

- Trenér: Sergej Bělov

4.  Řecko 
| - Georgios Kalaitzis - Kostas Patavoukas - Nikos Boudouris | - Dimitris Papanikolaou - Georgios Sigalas - Angelos Koronios | - Fragiskos Alvertis - Nikos Ekonomou - Christos Myriounis | - Giannis Giannoulis - Efthymis Rentzias - Fanis Christodoulou |

- Trenér: Panagiotis Giannakis.

5.  Španělsko 
| - Francisco Alberto Angulo Espinosa - Rafael Jofresa Prats - Tomás Jofresa Prats | - Juan Antonio Orenga Forcada - Ignacio Pablo “Nacho” Rodríguez Marín - Michael “Mike” Smith Gibbs | - Roger Esteller Juyol - Alberto Herreros Ros - José Antonio Paraíso González | - Ferrán Martínez Garriga - Alfonso Reyes Cabanas - Roberto Dueñas Hernández |

- Trenér: Manuel “Lolo” Sáinz Márquez.

6.  Litva 
| - Šarūnas Jasikevičius - Andrius Jurkūnas - Kęstutis Šeštokas | - Mindaugas Timinskas - Saulius Štombergas - Eurelijus Žukauskas | - Darius Lukminas - Dainius Adomaitis - Artūras Karnišovas | - Darius Maskoliūnas - Gintaras Einikis - Virginijus Praškevičius |

- Trenér: Jonas Kazlauskas.

7.  Polsko 
| - Robert Kościuk - Andrzej Pluta - Krzysztof Mila | - Jarosław Darnikowski - Dominik Tomczyk - Maciej Zieliński | - Adam Wójcik - Tomasz Jankowski - Piotr Szybilski | - Rafał Bigus - Mariusz Bacik - Krzysztof Dryja |

- Trenér: Eugeniusz Kijewski.

8.  Turecko 
| - Murat Konuk - Kemal Tunçeri - Mirsad Türkcan | - Orhun Ene - Volkan Aydın - Harun Erdenay | - İbrahim Kutluay - Murat Evliyaoğlu - Hüseyin Beşok | - Tamer Oyguç - Tunç Girgin - Ufuk Sarıca |

- Trenér: Ercüment Sunter.

9.  Izrael 
| - Nadav Henefeld - Lior Arditty - Shalom “Puppy” Turgeman | - Amir Muchtari - David Bernsley - Oren Aharoni | - Oded Kattash - Doron Sheffer - Gur Shelef | - Uri Cohen-Mintz - Tomer Steinhauer - Ofer Fleisher |

- Trenér: Zvi Sherf .

10.  Francie 
| - Laurent Pluvy - Jérôme Moïso - Fabien Dubos | - Laurent Foirest - Yann Bonato - Frédéric Fauthou | - Stéphane Risacher - Thierry Gadou - Cyril Julian | - Georges Adams - Laurent Sciarra - Rémi Rippert |

- Trenér: Jean-Pierre de Vincenzi.

11.  Chorvatsko 
| - Josip Sesar - Damir Mulaomerović - Gordan Giriček | - Damir Milačić - Vladan Alanović - Slaven Rimac | - Emilijo Kovačić - Davor Pejčinović - Siniša Kelečević | - Nikola Prkačin - Ivan Grgat - Davor Marcelić |

- Trenér: Petar Skansi.

12.  Německo 
| - Henrik Rödl - Jörg Lütcke - Gerrit Terdenge | - Vladimir Bogojević - Denis Wucherer - Henning Harnisch | - Sascha Hupmann - Jürgen Malbeck - Patrick Femerling | - Ademola Okulaja - Tim Nees - Aleander Kühl |

- Trenér: Vladislav Lučić.

13.  Ukrajina 
| - Oleksandr Okunskyj - Grygorij Chyžnjak - Leonid Jajlo | - Igor Molčanov - Viktor Savčenko - Oleksandr Lochmančuk | - Denys Žuravlov - Roman Rubčenko - Vadym Pudzyrej | - Jevgenij Murzin - Dmytro Bazelevskyj - Igor Charčenko |

- Trenér: Zaurbek Chromajev.

14.  Slovinsko 
| - Walter Jeklin - Goran Jagodnik - Jaka Daneu | - Radoslav Nesterovič - Aleš Kunc - Jure Zdovc | - Marko Tušek - Teoman Alibegović - Marko Milič | - Boris Gorenc - Ivica Jurkovič - Radovan Trifunovič |

- Trenér: Andrej Urlep.

15.  Bosna a Hercegovina 
| - Nenad Marković - Gordan Firić - Adis Bećiragić | - Samir Lerić - Azur Korlatović - Sejo Bukva | - Samir Selesković - Samir Avdić - Elvir Ovčina | - Dževad Alihodžić - Adnan Hodžić - Haris Mujezinović |

- Trenér: Sabit Hadžić.

16.  Lotyšsko 
| - Uvis Helmanis - Jānis Āzacis - Edmunds Valeiko | - Roberts Štelmahers - Kārlis Muižnieks - Edgars Šneps | - Raimonds Miglinieks - Ainārs Bagatskis - Ivars Liepa | - Ralfs Jansons - Andrejs Bondarenko - Igors Meļņiks |

- Trenér: Igors Miglinieks.

## Konečné pořadí
| Pořadí           | Tým          | Z | V | P | Skóre   | B  |
| ---------------- | ------------ | - | - | - | ------- | -- |
| Zlatá medaile    | Jugoslávie   | 9 | 8 | 1 | 736:633 | 17 |
| Stříbrná medaile | Itálie       | 9 | 8 | 1 | 625:568 | 17 |
| Bronzová medaile | Rusko        | 9 | 7 | 2 | 729:609 | 16 |
| 4.               | Řecko        | 9 | 7 | 2 | 693:666 | 16 |
| 5.               | Španělsko    | 9 | 6 | 3 | 708:631 | 15 |
| 6.               | Litva        | 9 | 5 | 4 | 697:690 | 14 |
| 7.               | Polsko       | 9 | 4 | 5 | 657:754 | 13 |
| 8.               | Turecko      | 9 | 3 | 6 | 637:699 | 12 |
| 9.               | Izrael       | 8 | 4 | 4 | 614:637 | 12 |
| 10.              | Francie      | 8 | 2 | 6 | 640:682 | 10 |
| 11.              | Chorvatsko   | 8 | 2 | 6 | 619:620 | 10 |
| 12.              | Německo      | 8 | 1 | 7 | 574:627 | 9  |
| 13.              | Ukrajina     | 5 | 3 | 2 | 373:402 | 8  |
| 14.              | Slovinsko    | 5 | 1 | 4 | 358:366 | 6  |
| 15.              | Bosna a Her. | 5 | 1 | 4 | 350:380 | 6  |
| 16.              | Lotyšsko     | 5 | 0 | 5 | 413:459 | 5  |